# Colne Engaine
Colne Engaine – wieś w Anglii, w hrabstwie Essex, w dystrykcie Braintree. Leży 27 km na północny wschód od miasta Chelmsford i 75 km na północny wschód od Londynu.